# 近藤千種
近藤 千種（こんどう ちぐさ、1971年11月3日 - ）は、愛知県出身、日本の医師、モデル、歌手、元レースクイーン。ちぐさ内科クリニック覚王山院長、カロスエンターテイメント所属。
かつては「筧ちぐさ」（かけひ ちぐさ）の芸名でジャパンマネージメント→DAYSTARに所属していた。夫はロック音楽家の近藤葵。長男はキッズドラマーのKeito。

## 略歴
愛知県出身。高校在学中にファッションモデルとしてスカウトされたのを機にモデルとしての活動を始める。
27歳の時にモデル業の傍ら美容の会社を起業しエステサロンを経営。顧客から美容や健康相談を受けるうち、医学的に根拠のある知識を持って、女性の美や健康を支える仕事がしたいと考え33歳で医師を目指す。当時の予備校講師からは「君がもし3年で医学部に合格したら奇跡だ」と言われながらもたった1年で帝京大学医学部合格を果たす。
医学部入学後はモデル業を再開し、SUPER GTやスーパー耐久のレースクイーンとして活躍する。2009年には日本スクーバ協会が主催する『ミスダイバー』コンテストにて第9代準ミスダイバーを受賞。同年11月にはD.I.E.をゲストプロデューサーに迎えたアイドルハウスカバーアルバム「Star☆Lady House〜スター☆レディ・ハウス」の中で、中山美穂の「WAKU WAKUさせて」をカバーしてCDデビューを果たす。その一方で『DJ CHIGUSA』名義でのDJ活動（ジャンルはハウスミュージック）も行っていた。
医学部在学中の2011年3月5日に近藤葵と入籍（公式発表は2012年）。
2011年12月、40回目の誕生日を迎えたのを期に自身のブログにて実年齢を公表、雑誌をはじめ各メディアにて「奇跡の40歳グラビアアイドル」と謳われた。医学部6年生の卒業試験直前、2012年7月24日に第1 子男児（Keito）を出産。
2013年、帝京大学医学部を卒業し同年医師免許を取得。モデル活動を休止し、内科医として勤務しながら抗加齢医学会学会認定専門医を取得。2015年7月14日には第2子女児を出産。
2019年3月にミセスコンテスト、Mrs ECO International 2019日本代表に選出、ラスベガスで行われた世界大会にてTOP7、Mrs Congeniality Award受賞の成績を残す。2020年10月にバリで開催予定であった、Mrs. Universal 2020（新型コロナウイルス蔓延に伴い最終的には開催中止）にてMrs. Japan Universal 2020 （日本代表）に選出された。2021年のMrs. Universal 2021でもMrs. Japan Universal 2021として２年連続で同大会の 日本代表に選出されたことを自身のInstagramで発表した。
2022年12月には、世界4大ビューティーページェントの一つ「ミス・アース・ジャパン」のミセスバージョンであるミセス・グローバル・アース日本大会にて準グランプリを受賞し、ミセス・マーズの称号を得た。
2023年10月17日、愛知県名古屋市千種区に"100年時代を豊かに活き活きと"をテーマに自身のクリニックである「ちぐさ内科クリニック覚王山」を開院。内科、美容皮膚科を標榜し、発熱外来や漢方外来、ダイエット外来など幅広い診療内容を展開し地域医療の発展に貢献している。

## 人物
- 趣味：ドライブ、ゲーム、ショッピング[2]。
- 特技：料理、ダイエット。
- 愛車はメルセデス・ベンツSLK350(2010年時点)。[15]
- 愛犬：チワワの「ちょこかるび」。
- 好きな男性のタイプ：カワイイ人、少し強引な人、ギャップがある人を挙げていた[16]。
- 好きな食べ物：寿司、焼肉。[17]
- 好きなお酒：ワイン、焼酎。[17]
- チャームポイント：背中と腰回り。
- 美を保つ秘訣は毎晩のパック、オイルマッサージ、ストレスをためない[18]。
- かなりのゲーム好きであり、「ファイナルファンタジー」や「龍が如く」、「バイオハザード」など人気ゲームは全作コンプリートしていることを出演番組にて語っている。東京ゲームショウへのコンパニオン出演実績はない。
- 優等生キャラだが、たまに見せる天然っぷりと大胆発言が魅力であった。『水着DE討論ch』内の女子力テストで全問正解したこともある[19]。
- 高校2年の時にアメリカ・コロラド州に留学したことがある[20]。
- たった1年で医学部に合格したことや第１子出産直後に行われた卒業試験と医師国家試験にパスするなど並外れた努力家であることがうかがえる[9][5]。
- 弟が1人いる。夫が手掛けた楽曲の中に弟がギターで参加しているものもある[21]。
- 樋口結花とは“ゴールデンコンビ”と呼ばれる程仲が良く[22]、『水着DE討論ch』[23]や東京オートサロン[24]でも共演したことがある。

## 出演

### DVD
1. 「*debut筧ちぐさ」（2010年1月、アイドルファクトリー）
2. 「μ[mju:]~fallen angel/筧ちぐさ」（2010年8月、studio SILK）
3. 「SEXY Dr./筧ちぐさ」（2012年12月、竹書房）

### CD
- 「Star☆Lady House〜スター☆レディ・ハウス」（2009年11月、Albattack Enterprise）
- 「Fe-III☆5」（2011年6月、Fe-III Racing）

### コンテスト受賞
- 第9代準ミスダイバー（2009年）
- Mrs ECO International 2019 日本代表 (Mrs ECO Japan 2019)
  - 初代日本代表、世界大会7位入賞、特別賞 Mrs Congeniality Award受賞

- Mrs. Universal
  - 2020日本代表（Mrs. Japan Universal 2020）初代日本代表
  - 2021 日本代表（Mrs. Japan Universal 2021）
- 2022ミセス・グローバル・アース準グランプリ ミセス・マーズ賞受賞（2022年）

### レースクイーン
- 2009年：SUPER GT300クラス「石松withARKTECH GT3レースクイーン」[2]
- 2010年：SUPER GT300クラス  M7 RE雨宮レーシング M7レディ
- 2010年：スーパー耐久 牧口エンジニアリング FINA ADVAN BMW M3レースクィーン

### テレビ
- 中居正広の金曜日のスマイルたちへ（TBS）
- テッペン!/その他の人に会ってみた（TBS 2019年8月27日）
- Dセレクション 「ミセスマートTV・NEO」（テレビ埼玉）
  - 2019年11月27日・12月28日
  - 2020年1月25日
  - 2021年5月22日・6月26日・7月24日・8月28日・9月25日・10月22日
  - 2022年8月27日・9月24日・10月22日
  - 2023年5月27日・6月24日・7月23日
  - 2024年3月23日・4月27日・5月25日・6月22日・7月28日・8月24日
- ○○夫婦にきいてみた!（テレビ東京 2022年3月19日）
- なないろ日和!（テレビ東京 2022年9月1日）
- 月曜から夜ふかし（日本テレビ 2024年3月11日）
- キャッチ！（中京テレビ放送 2024年9月23日）
- 罵倒村（Netflix 2025年5月13日）菊払い専門医師役

### ラジオ
- XX(わけあり)女子会.com（ラジオ関西）
- オーナーズ11プレゼンツ「アリス矢沢透の飲食応援団!」（渋谷クロスFM）

### イベント
- 東京オートサロン
  - 2010「三栄書房ブース」[25]
  - 2011「クムホタイヤブース」（相方：樋口結花）[24]

### CM
- 上新電機
- 土木の日PRCM

### 雑誌
- ギャルズ・パラダイス 2010 (SAN-EI MOOK) [ムック](三栄書房)
  - トップレースクイーン編
  - オートサロン編
- オートスポーツ 2010 11/4号(三栄書房)
- FJクルーザー完全スタイルブック 2010 11/29発売(ネコ・パブリッシング)
- VIP CAR 2011 9月号(芸文社)
- 金のEX 2012 1月号(大洋図書)
- FLASH新年メガ盛り合併号 2012/1・3・10(光文社)
- 女性セブン（小学館）
  - 「名医13人がホントにのんでる市販薬」（2018年10月4日）
  - 「専門医が本当にのんでいる市販薬」（2020年1月2・9日新春特大号）
  - 「名医が本当にやっている民間療法、のんでいるサプリメント」（2020年1月30日号）
  - 「病院清掃の専門科と医師が教える抗菌、殺菌、滅菌、脱ウィルス大作戦」（2020年3月19日号）
  - 「いま病院に行ってはいけないー新型コロナ、やっぱりここでうつされる」（2020年4月9日号）
  - 巻頭記事「発生から3ヶ月でやっとここまでわかった新型コロナの正体」（2020年4月23日号）
  - 巻頭記事「感染源は家族が9割！家庭内クラスターだけは絶対防ぐ」（2020年5月21・28日号）
  - 「名医が教える今こそ常備するべき新市販薬リスト」（2020年6月11日号）
  - 「コロナ自粛つらいこともあったけどやってよかったこともある」（2020年6月11日号）
  - 「名医が本当に使っている最強の市販薬」（2020年9月24日・10月1日号）
  - 「大豆やエンドウ豆がお肉の代わりに『フェイクミート』で健康になる!」（2020年10月8日号）
  - 「スマホが引き起こす恐ろしい病気」（2020年11月5日・12日号）
  - 「名医が語る　最期まで元気でいられる病気」（2021年1月1日号）
  - 「『朝起きたら死んでいた』を防ぐために」（2021年3月11日号）
  - 「血管のつまりをきれいに消す食事」（2021年3月18日号）
  - 「60才過ぎたら『もうやめるべきリスト』をつくろう」（2021年4月8日号）
  - 「医師も認めるあの医療ドラマ　ここに唸った!感動した!」（2021年7月27日号）
  - 「砂糖とバターを使わない人が料理で使っているもの」（2021年12月2日号）
  - 「名医が自宅で本当にのんでいる「とっておきの市販薬」」（2022年8月18日・25日合併号）
  - 「新型コロナにも効く葛根湯最強説」（2023年1月19日・26日合併号）
  - 「若玄米スーパーダイエット」（2023年7月27日号）
  - 「人生が変わる睡眠革命　あなたの眠りはなぜ『浅い』のか」（2023年7月27日号）
  - 「専門家10人が全力回答　寝つき、目覚め　睡眠の質を高める『最強の食品』『究極の習慣』ランキング」（2024年4月4日号）
- からだにいいこと（祥伝社）
  - 「狩猟民族（パレオ）ダイエットでリバウンド知らず」（2019年11月16日
  - 「家にいながら余計な『お肉を消すほぐしの極意』」（2020年8月号）
  - 「細胞が活性化して即ヤセる『ゆがみ取り』の法則」（2021年4月号
  - 連載企画「お悩み解決働くホルモンゲットだぜ!」（2024年6月号・8月号）
- 週刊プレイボーイ（集英社）
  - 「制汗剤の効果的な使い方」（2024年9月16日号）
  - 「猛暑ニッポン！今こそ日焼けリテラシーを高めよう」（2025年8月4日号）
- 週刊アサヒ芸能（徳間書店）
  - 「新型コロナ『パンデミック』戒厳令」（2020年3月26日特大号）
  - 「本当に実用的な『コロナ自宅療養』で命を守るQ&A」（2021年9月2日特大号）
  - 「現役女医にガチ取材!あそこの毛っているの？いらないの?」（2024年3月7日号）
  - 「教えて近藤千種先生!永遠の謎「潮」ってなぁになぁ〜に?」（2024年4月25日号）
- 週刊女性「コロナ第2波前の買い置き品リスト」（2020年6月22日号、主婦と生活）
- 週刊ポスト（小学館）
  - 「突撃!美女医の自宅ごはん」（2021年2月12日号）
  - 「『幸福な老い』『不幸な老い』健康寿命を左右する10の分かれ道」（2024年1月1日-15日合併号）
  - 「［生涯現役へ立ち上がれ］薬を飲まずにED改善　「ギンギンサプリ」最新常識」（2024年９月20・27日号）
  - 「『新発見！「勃起細胞」を活性化させる生活習慣』」（2024年10月11日号）
- LDK (雑誌)（晋遊舎）
  - 「正しい手の洗い方」（2021年4月号）
  - 「老け&不調、いますぐできること」（2022年9月号）

### インターネット
- 水着DE討論ch（ニコニコ生放送 公式チャンネル「ニコスタ」番外番組2009年9月-2010年）
- 月刊モバイルアクトレス - 新潮社「月刊アクトレス」公式携帯サイト
- タレント・エンタメ王国 - 松竹芸能
- グラビアART.TOWN デジタルグラビア「POP GLAMOUROUS」
- 「［ドクターに聞く］やせる?美肌効果?免疫UP?乳酸菌のスゴイ話」（FABIENNE 2019年2月27日-）
- 「アンチエイジング専門医が語る『セックスと美容』の良い関係」[26]（日刊ゲンダイコクハク2019年11月28日-）
- 「奇跡の“アラフィフ美魔女医”が歩む超アグレッシブ人生　若々しさの秘訣は絶えない向上心にあり?」[27]（Hint-Pot2021年1月1日-）
- 「罵倒村」エピソード2（2024年5月11日、佐久間宣行のNOBROCK TV）罵倒村診療所女医役
- 罵倒村（2025年5月13日、Netflix)